# يزيد بن سلام
يزيد بن سلام هو معماري خبير من أهل القدس، كان أحد معماريّيْن عظيمَيْن أسند إليهما عبد الملك بن مروان أمر بناء مسجد قبة الصخرة، وقد أنجز هو ورجاء بن حيوة الكندي مهمة تشييد المسجد بعد سبع سنين عام 72هـ، وقد كان نصرانياً.